# Lockhart (Australia)
Lockhart – miasto w Australii, w stanie Nowa Południowa Walia.